# Rodrigo Villagra
Rodrigo Román Villagra (Morteros, 14 febbraio 2001) è un calciatore argentino, centrocampista del CSKA Mosca.

## Caratteristiche tecniche
È un mediano.

## Carriera

### Club
Cresciuto nel settore giovanile del Rosario Central, ha esordito in prima squadra il 5 aprile 2019 disputando l'incontro di Coppa Libertadores perso 2-0 contro il Libertad.

### Nazionale
Nel 2019 ha giocato una partita con la nazionale argentina Under-20.

## Statistiche
Statistiche aggiornate al 15 dicembre 2024.

### Presenze e reti nei club
| Stagione               | Squadra                | Campionato             | Campionato | Campionato | Coppe nazionali | Coppe nazionali | Coppe nazionali | Coppe continentali | Coppe continentali | Coppe continentali | Altre coppe | Altre coppe | Altre coppe | Totale | Totale | Totale |
| Stagione               | Squadra                | Comp                   | Pres       | Reti       | Comp            | Pres            | Reti            | Comp               | Pres               | Reti               | Comp        | Pres        | Reti        | Pres   | Reti   |        |
| ---------------------- | ---------------------- | ---------------------- | ---------- | ---------- | --------------- | --------------- | --------------- | ------------------ | ------------------ | ------------------ | ----------- | ----------- | ----------- | ------ | ------ | ------ |
| 2018-2019              | Rosario Central        | PD                     | 1          | 0          | CA+CdL          | 1+1             | 0               | CL                 | 3                  | 0                  |             | -           | -           | 6      | 0      |        |
| 2019-2020              | Rosario Central        | PD                     | 1          | 0          | CA+CdL          | 1+10            | 0               |                    | -                  | -                  |             | -           | -           | 12     | 0      |        |
| gen.-ago. 2021         | Rosario Central        | PD                     | 1          | 0          | CdL             | 12              | 0               | CS                 | 6                  | 0                  |             | -           | -           | 19     | 0      |        |
| Totale Rosario Central | Totale Rosario Central | Totale Rosario Central | 3          | 0          |                 | 25              | 0               |                    | 9                  | 0                  |             | -           | -           | 37     | 0      |        |
| ago.-dic. 2021         | Talleres (C)           | PD                     | 20         | 0          | CA              | 4               | 0               |                    | -                  | -                  |             | -           | -           | 24     | 0      |        |
| 2022                   | Talleres (C)           | PD                     | 25         | 0          | CA+CdL          | 6+11            | 0               | CL                 | 10                 | 0                  | -           | -           | -           | 52     | 0      |        |
| 2023                   | Talleres (C)           | PD                     | 26         | 0          | CA+CdL          | 4+13            | 0               |                    | -                  | -                  |             | -           | -           | 43     | 0      |        |
| Totale Talleres (C)    | Totale Talleres (C)    | Totale Talleres (C)    | 71         | 0          |                 | 38              | 0               |                    | 10                 | 0                  |             | -           | -           | 119    | 0      |        |
| 2024                   | River Plate            | PD                     | 15         | 0          | CA+CdL          | 2+10            | 0               | CL                 | 8                  | 0                  | SA          | 1           | 0           | 36     | 0      |        |
| Totale carriera        | Totale carriera        | Totale carriera        | 89         | 0          |                 | 75              | 0               |                    | 27                 | 0                  |             | 1           | 0           | 192    | 0      |        |

## Palmarès

### Club

#### Competizioni nazionali
- Supercopa Argentina: 1

River Plate: 2023
- Coppa di Russia: 1

CSKA Mosca: 2024-2025
- Supercoppa di Russia: 1

CSKA Mosca: 2025